# Erupción volcánica de La Palma de 2021
La erupción volcánica de La Palma de 2021 se inició el 19 de septiembre en la zona de Montaña Rajada, cercano a la localidad de El Paraíso del municipio de El Paso, en la isla de La Palma, perteneciente al archipiélago atlántico de Canarias (España). Fue la última erupción en la isla desde la del Teneguía en 1971 y la última  en Canarias desde la submarina de El Hierro de 2011. La erupción del volcán de Tajogaite se detuvo el 13 de diciembre tras 85 días de actividad, siendo la erupción histórica más larga registrada en la isla y tercera en el archipiélago, tras Timanfaya en Lanzarote y Tagoro en El Hierro. El 19 de diciembre de 2023 se anunció en el BOC las medidas cautelares por la posible existencia de valores geomorfológicos, por lo que quedarían protegido el volcán de Tajogaite y su entorno, así como las dos fajanas. El 9 de febrero de 2023 el Cabildo de La Palma oficializó en sesión plenaria la denominación de Volcán de Tajogaite para esta erupción.

## Antecedentes
La isla se encuentra enclavada la zona atlántica de la placa africana, donde existe actividad sísmica debida a la tectónica regional.
Entre el 7 de octubre de 2017 y el 25 de junio de 2021 se registraron en la parte sur de La Palma hasta un total de ocho series sísmicas, conocidas como enjambres sísmicos, con unas características similares.
Un estudio científico publicado a principios de 2021, que tuvo en cuenta los enjambres sísmicos habidos hasta entonces y que utilizó, entre otras, una técnica novedosa para interpretar las observaciones obtenidas durante años por radares situados en distintos satélites, puso de manifiesto determinadas anomalías en el valle de Aridane que sugerirían una posible «reactivación» de su subsuelo a partir de 2009 o 2010. Si bien el mismo estudio reconocía que en un 80 %, aproximadamente, de situaciones con este tipo de anomalías, no se produjeron erupciones volcánicas posteriores.
En la madrugada del sábado 11 de septiembre de 2021 comenzó un nuevo enjambre sísmico de baja intensidad en el sur de la isla. Hasta el domingo fueron 31 movimientos sísmicos, con magnitudes que oscilaron entre 0,8 y 2 en la escala mbLg.
El lunes 13 se alcanzaron los 1500 movimientos sísmicos en la zona del parque natural de Cumbre Vieja, en los municipios de Fuencaliente, Mazo y El Paso, lo que llevó a activar la alerta de color amarillo (nivel de alerta 2 en una escala de 4) en el Plan Especial de Protección Civil y Atención a Emergencias por Riesgo Volcánico (Pevolca), por parte del Gobierno de Canarias.
Durante el domingo 19 de septiembre se registraron 327 terremotos, destacando el sismo de 3,8 mbLg ocurrido a las 11:16 (hora local), ampliamente sentido en la isla y con profundidad de 2 km. Poco después, se produjo uno de 3,1 mbLg. Desde el inicio de la actividad sísmica, se constató que la deformación de la isla debida a la presión que el magma ejerce sobre la corteza terrestre había hecho elevarse la zona de la posible erupción hasta en torno a unos 15 centímetros.
A pesar de esta situación, se decidió no aumentar las medidas de precaución, y sólo se decidió por parte del Cabildo de La Palma comenzar la evacuación de al menos 40 personas con movilidad reducida y parte del ganado presente en la zona.

## Erupción

### Septiembre

#### 19 de septiembre
Después de más de 25 000 pequeños terremotos que azotaron la isla durante ocho días, a las 15:10 (hora local) se inició la erupción en un paraje denominado Cabeza de Vaca, en el lugar de Las Manchas, municipio de El Paso. La erupción tenía inicialmente dos fisuras separadas por 200 metros, y ocho bocas. Autoridades como la Guardia Civil, que desplegó sobre el terreno a más de 120 efectivos, estimaron que el número total de evacuados podría superar los 10 000, consonante al recorrido que hiciese la lava hacia la costa. Igualmente y en prevención de que la lava cortase las carreteras de acceso a los núcleos costeros, se evacuó Puerto Naos, La Bombilla, El Remo y Charco Verde, que hubieran quedado incomunicados. También se cerraron al tráfico varias carreteras por prevención.

#### 20 de septiembre
Durante el transcurso de las dieciséis horas posteriores se produjeron tres coladas de lava, llegando estas a alcanzar una altura de seis metros. Se evacuó a más de 5000 personas de los barrios más próximos a la trayectoria de las coladas, entre ellas a cientos de turistas. A última hora del día se contabilizó una novena boca en la zona del barrio de Tacande. Las coladas de lava no eran muy fluidas, lo que facilitó la evacuación; no obstante, en su avance hacia el océano -a aproximadamente 700 metros por hora, y a una temperatura de 1075 °C- habían provocado numerosos daños materiales, como la destrucción total de edificaciones, vías de comunicación e instalaciones próximas a la zona de la primera erupción.

#### 21 de septiembre

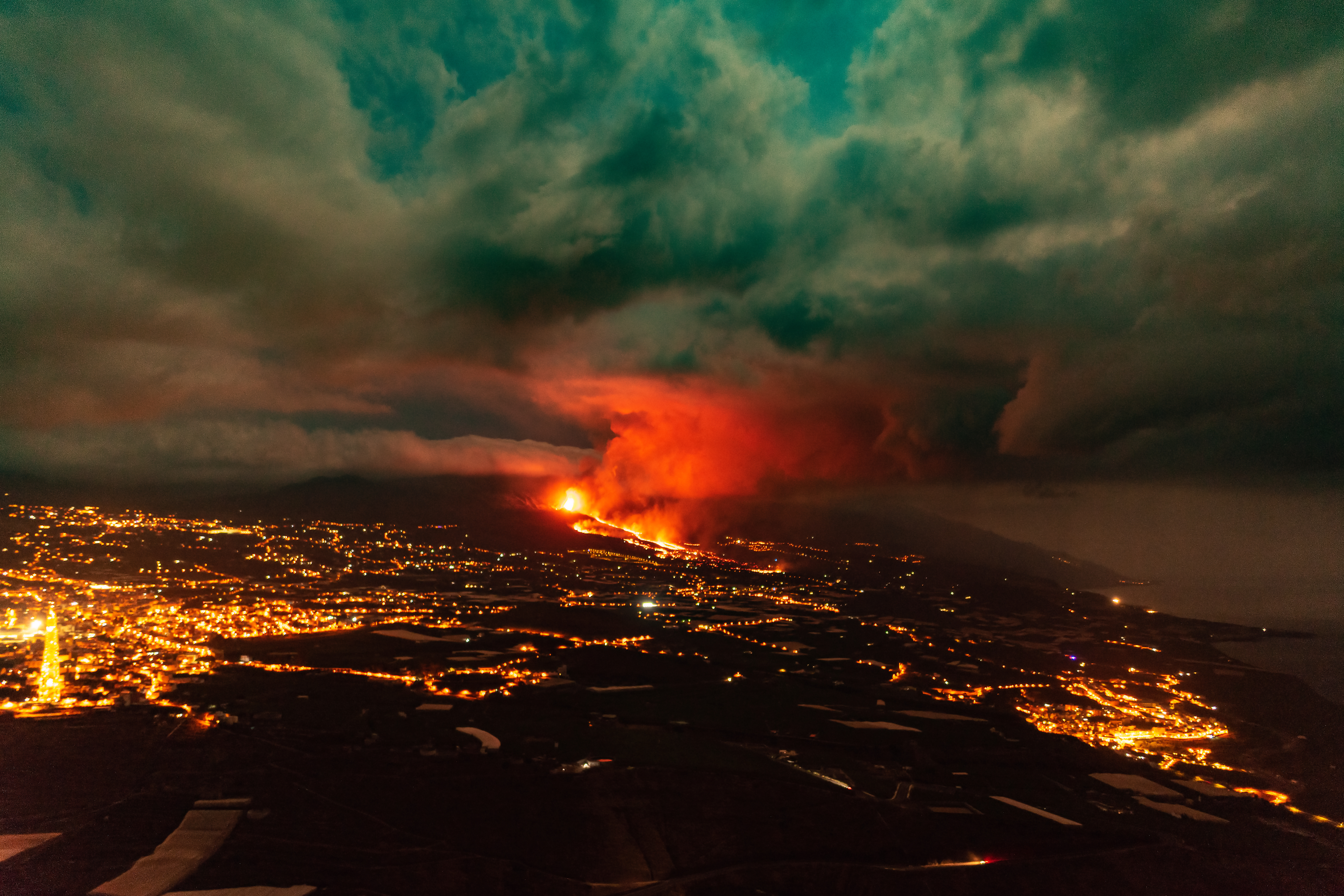
La erupción en la madrugada del 21 de septiembre.

Hacia las 14:00 horas la colada principal, que avanzaba a una velocidad aproximada de 120 metros por hora, había alcanzado la localidad de Todoque, la más poblada de la zona afectada, con 1200 habitantes. En esos momentos la lava avanzaba por dos lenguas: la situada al suroeste en Las Manchas tenía «un movimiento mínimo» de apenas unos 2 metros por hora, mientras que la segunda, alimentada por la nueva boca, fue la que alcanzó Todoque.
Durante la tarde, Involcan constató el aumento del tremor sísmico y, consecuentemente, de la actividad eruptiva de las cuatro bocas que seguían activas. Asimismo, se apreciaba una deformación del terreno de 25 cm.

#### 22 y 23 de septiembre
El director técnico del Pevolca, Miguel Ángel Morcuende, habló de periodo de «mini estabilidad»: aunque el volcán estaba siendo «bastante explosivo», las coladas de lava se habían ralentizado y avanzaban con mucha lentitud. A su vez, confirmó que existían nueve bocas, habiendo cuatro activas en una sola fisura.
La directora del Instituto Geográfico Nacional (IGN) en Canarias, María José Blanco, destacó que la erupción entraba en una fase más explosiva, con gran emisión de cenizas y disminución de la sismicidad. También indicó que la colada seguía aminorando su velocidad a unos cuatro metros por hora. Una de las dos coladas, la que había alcanzado el barrio de Todoque, seguía ensanchando su frente y superaba los 500 metros, mientras que la lengua más al norte se había detenido.

#### 24 de septiembre
Se abrieron dos bocas más, creando dos coladas que se desplazaban ladera abajo a una velocidad en torno a los 60-80 metros por hora. Poco más tarde se decretó la evacuación de las poblaciones de Tajuya, Tacande de Abajo, y la parte de Tacande de Arriba no desalojada anteriormente. Además se intensificó la actividad explosiva y la emisión de cenizas, provocando la suspensión de todas las operaciones comerciales en los aeropuertos de La Palma y de La Gomera, debido a la presencia de estas partículas en el aire y la poca visibilidad que producían.

#### 25 de septiembre
La parte occidental del cono principal de cenizas volcánicas sufrió un derrumbe. Además, se abrió una nueva boca que provocó una colada de lava mucho más intensa y fluida. Esa nueva colada se movía por encima de la primera, que seguía avanzando muy lentamente (pocos metros por hora) porque, en las partes más bajas, la viscosidad había crecido mucho por la disminución de la temperatura de la lava. Por eso aumentó la altura de la colada.
La rama de la colada que estaba en Todoque apenas avanzaba. La deformación del terreno no había variado mucho en los tres días anteriores. Eso quería decir que el material que estaba entrando al reservorio magmático se estaba compensando con el que estaba saliendo. Hasta ese día había expulsado algo más de 25 millones de metros cúbicos de magma.
La columna de humo y cenizas volcánicas se elevó a una altura de 6 kilómetros, y la ceniza alcanzaba ya prácticamente a toda la isla de La Palma y parte de La Gomera. Esta circunstancia mantuvo el aeropuerto de La Palma inoperativo. Las navieras reforzaron sus líneas a la isla de La Palma; sin embargo, se produjeron grandes colas de pasajeros peatonales en el puerto de Santa Cruz.

#### 26 de septiembre
La última colada de lava se reactivó alcanzando una velocidad media de unos 100 metros por hora, sobrepasando el barrio de Todoque, y discurriendo aproximadamente a unos 150 metros hacia el oeste del centro de este núcleo poblacional. Hacia las 20:30 se situó a 1600 metros de la costa. El paso de la lava por este barrio dejó la llamativa imagen del derrumbe del campanario de la iglesia de san Pío X.

#### 27 de septiembre
Después de una noche de gran actividad explosiva, hacia las 8:30 hora local se produjo un cese de la actividad. Por su parte la actividad sísmica se había reactivado en la mañana desplazándose al sur, con 16 terremotos localizados en la zona norte de Fuencaliente de La Palma. Los expertos que monitorizan la erupción calificaron el parón de un «proceso normal» de este tipo de erupciones fisurales estrombolianas en las que se alternan «continuidades y discontinuidades». Tras dos horas de parón el volcán reanudó su actividad aunque durante la tarde se mantuvo de nuevo tranquilo hasta que, pasadas las 19:00, hora local, una serie de explosiones dieron paso a una fase más efusiva en la que vertió una mayor cantidad de lava. Esta era ahora menos viscosa al encontrarse a más temperatura debido a que procedía de una mayor profundidad (erupción hawaiana). Esa gran cantidad de lava al ser más fluida descendió a más velocidad y a pesar de discurrir por el mismo camino, ensanchó las coladas aumentando la destrucción haciendo desaparecer construcciones que habían resistido hasta entonces.
Hasta ese día, la erupción había vertido 46,3 millones de metros cúbicos de material magmático (cenizas y lava).

#### 28 de septiembre
Durante la tarde, la lava sobrepasó la montaña de Todoque cortando la carretera de la costa y arrasando a su paso invernaderos de plataneras, con el consiguiente desprendimiento de gases tóxicos de plásticos y fertilizantes. Finalmente hacia las 23:02 (hora local), la colada de lava logró alcanzar el mar, en la playa del Perdido del municipio de Tazacorte.

#### 29 de septiembre

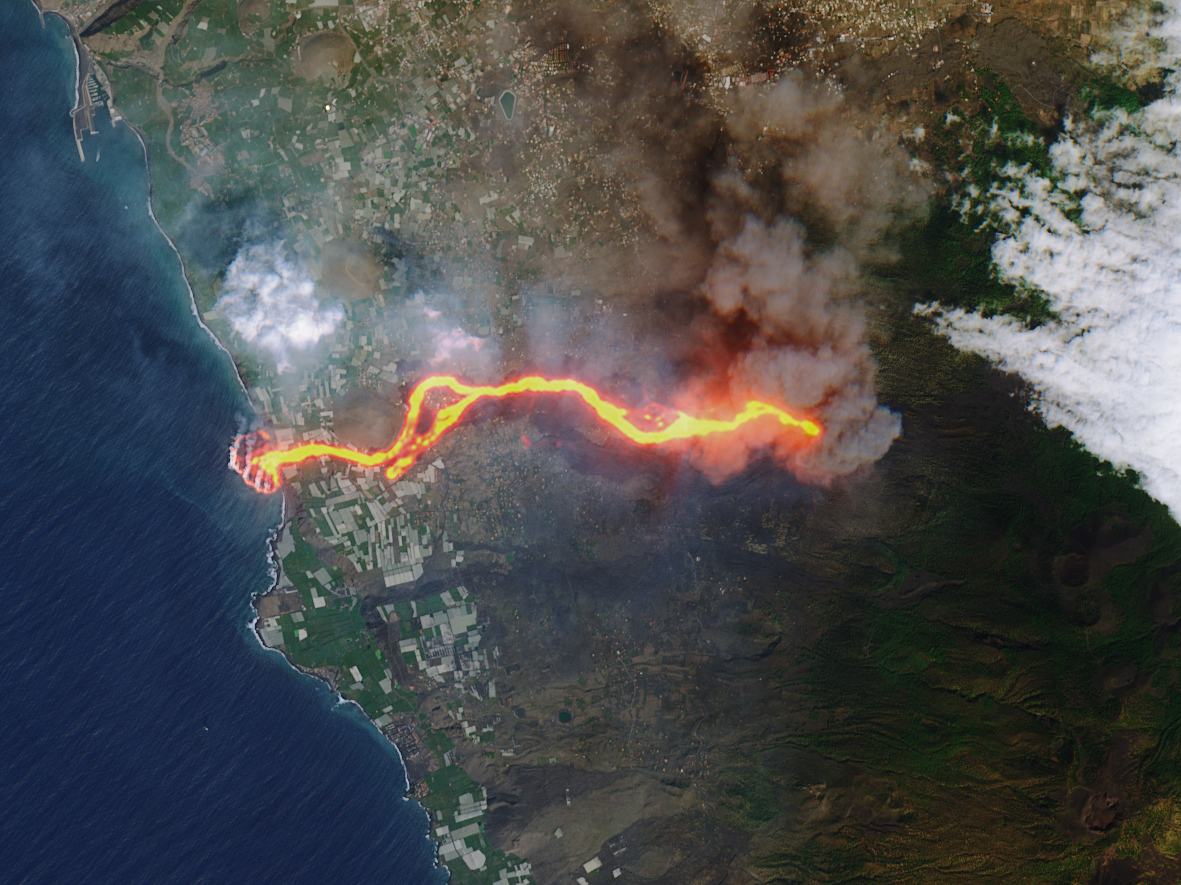
Imagen tomada por la misión Sentinel-2 de la Agencia Espacial Europea a finales de septiembre.

Hacia el mediodía ya se había formado una plataforma de unos 500 metros de ancho que en Canarias recibe el nombre de isla baja o fajana, ganando terreno al mar. La entrada de lava estaba siendo tranquila y los penachos de gases potencialmente tóxicos se disipaban sin causar problemas de salud.

### Octubre

#### 1 de octubre
En torno a las 2:30 (hora local) a unos 400 metros al norte de la boca principal, se abrió una nueva vía de efusión de lava con dos bocas separadas por unos 15 m con la consecuente aparición de una nueva colada que discurría en esos momentos hacia el mar, de forma paralela a la colada principal. Por otro lado después de dos días, la fajana formada estaba a una distancia superior a 475 m de la línea de costa, alcanzando la profundidad de 30 m. La superficie cubierta llegó a 27,7 ha. La llegada de lava al mar seguía produciendo un penacho marino con nubes de vapor de agua y otros gases posiblemente tóxicos, que se concentran en una pequeña área alrededor del contacto.

#### 7 de octubre
A las 12:17 (hora local) se registró un terremoto de magnitud 4,3 mbLg, el más fuerte hasta ese momento, localizado en Villa de Mazo a una profundidad de 25 km. También se registraron otro de magnitud 3,8 a 36 kilómetros y otro de 3,4 en Fuencaliente a nivel medio de 12 km. Además, la colada principal encauzada al mar se desgajó a la altura de la montaña de Todoque, tomando una nueva dirección paralela a la principal y acercándose a la costa en la zona de la playa de El Charcón.

#### 9 de octubre
A lo largo de la madrugada y la tarde del sábado se produjeron varios derrumbes en la ladera norte del cráter provocando que la colada se desparramara en varias direcciones y acelerase su velocidad. Al menos tres coladas nuevas avanzaron hacia el polígono industrial del Callejón de la Gata. Por otro lado la sismicidad creció levemente con seísmos situados a unos 20 kilómetros de profundidad, lo que, junto a la estabilidad de las deformaciones del terreno, llevaron al Pevolca a descartar a corto plazo la aparición de otro centro emisor lejos del cráter.

#### 10 de octubre
La nueva colada del volcán sepultó los últimos edificios en pie de Todoque. Tras tres semanas de erupción la lava había afectado a 525 hectáreas y a más de 1200 construcciones.

#### 14 y 15 de octubre
El jueves 14 a las 2:27 (hora local) se registró un sismo de magnitud 4,5 en escala mbLg a 37 km de profundidad en Villa de Mazo. Al día siguiente por la tarde se abrió un nuevo centro eruptivo al suroeste del cráter, inicialmente emitía piroclastos, gases y vapor de agua, considerándose un fenómeno normal en este tipo de erupciones.

#### 16 de octubre
A las 7:07 (hora local) se registran dos sismos muy seguidos de magnitudes 4,3 y 4,5 mbLg a 37 y 34 kilómetros de profundidad. En principio se registró como un solo terremoto de magnitud 4,5, pero finalmente este "error" fue corregido.

#### 20 de octubre

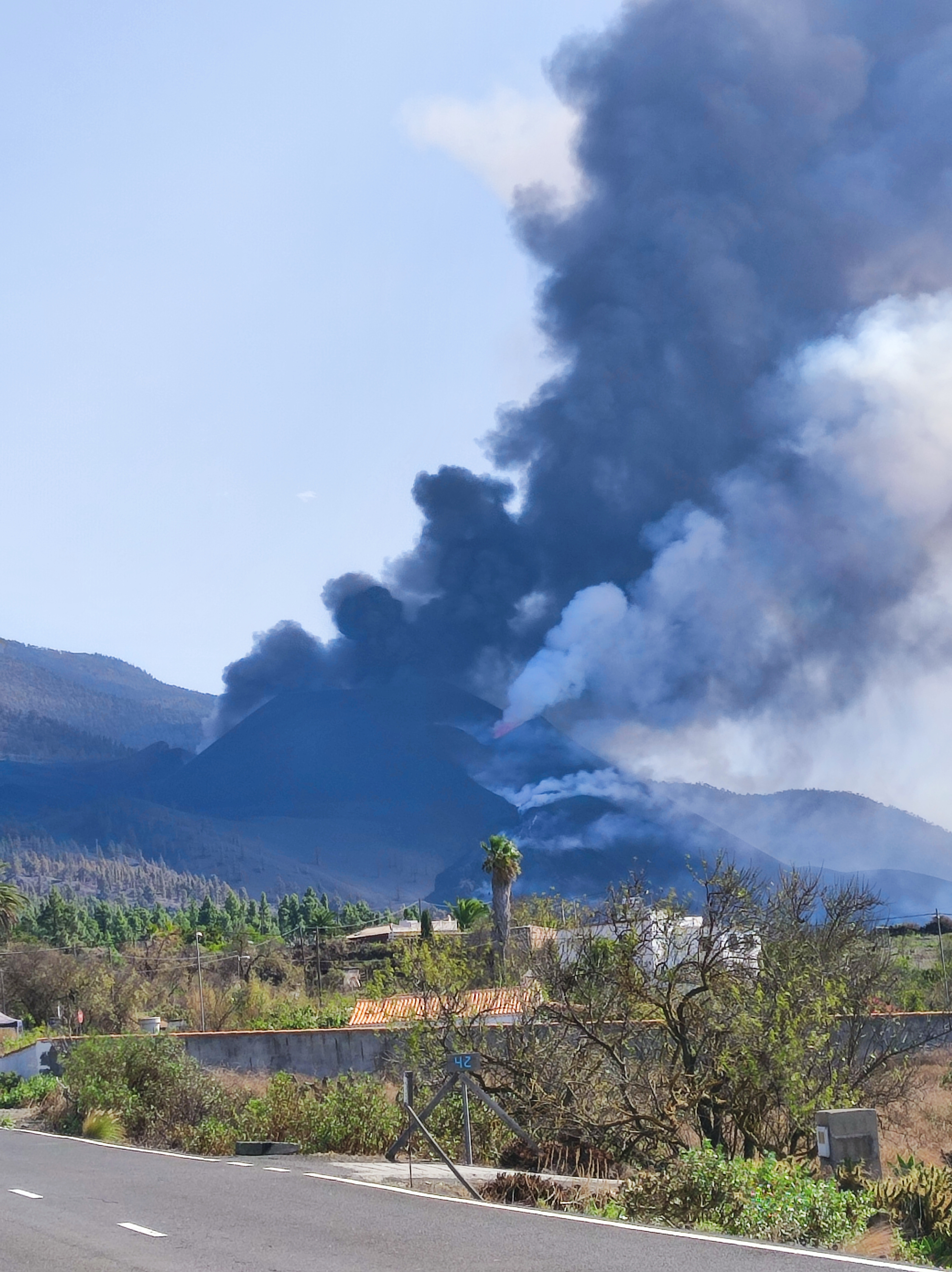
Vista de la erupción desde El Paso el 21 de octubre de 2021.

La colada norte atravesó el barrio de La Laguna, formada por dos lenguas de material magmático discurrieron hasta el cruce que divide el pueblo, tragándose la gasolinera y la farmacia y llegando a escasos metros del colegio CEIP La Laguna. Dicha localidad había sido desalojada una semana antes cuando la lava se desvió hacia el norte.
Este mismo día a las 22:48 (hora local), se registró un terremoto de magnitud 4,8 en escala mbLg, el más fuerte desde el inicio de la erupción. Este fue sentido en toda la isla y al norte de Tenerife a pesar de su profundidad de 39 kilómetros.

#### 23 de octubre
El cono principal sufrió un derrumbe parcial con el consiguiente desbordamiento de lava por una boca secundaria. Se registraron 30 terremotos, entre los cuales, 10 eran de magnitud mayor a 3 en escala mbLg. Los mayores fueron de 4,3 y 4,9, siendo este último el mayor producido desde el inicio de la erupción y localizado a 38 kilómetros de profundidad.

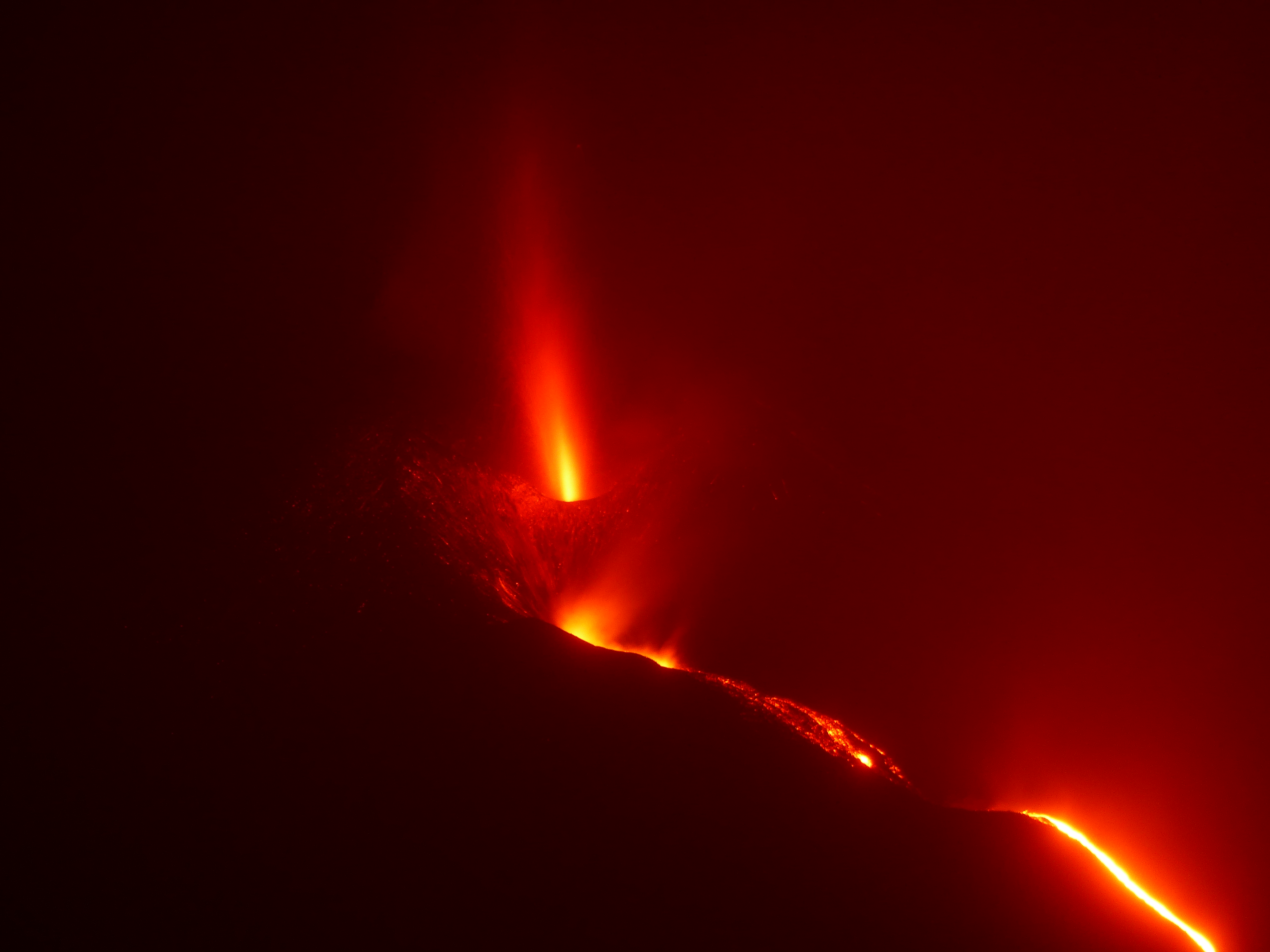
Erupción el 30 de octubre desde el mirador de El Time.

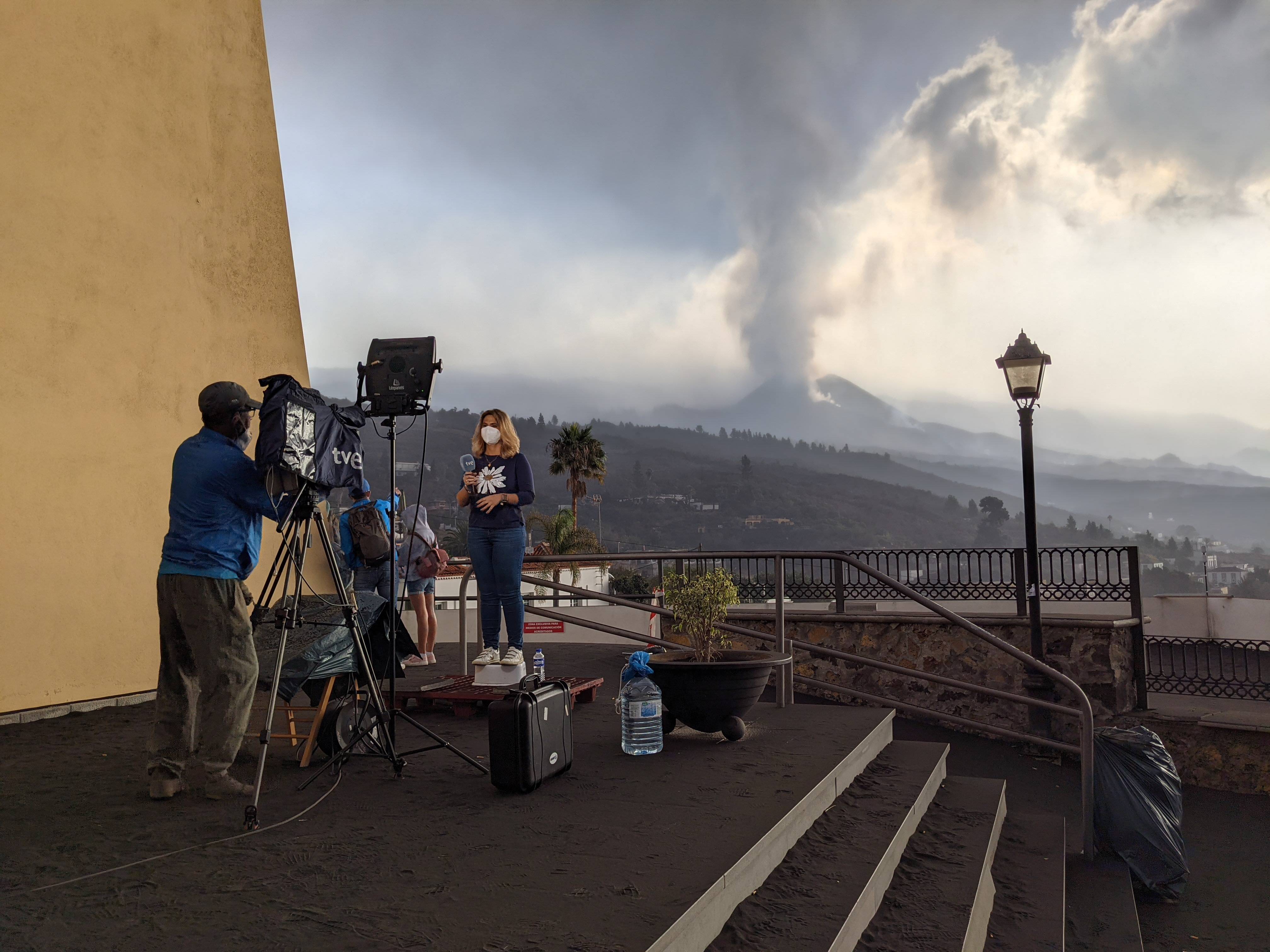
Cámara de TVE en la entrada de la Parroquia La Sagrada Familia de los Llanos el 30 de octubre.

#### 30 y 31 de octubre
Se registran por primera vez terremotos de magnitud mayor a 5 en escala mbLg desde el inicio de la erupción. Uno de ellos el día 30 a las 7:24 (hora local), a 35 kilómetros de profundidad al suroeste de Villa de Mazo y fue sentido tanto en La Palma como en Tenerife, La Gomera y El Hierro. El segundo terremoto se produjo también en Villa de Mazo, a 38 kilómetros de profundidad al día siguiente a las 17:52 (hora local).

### Noviembre

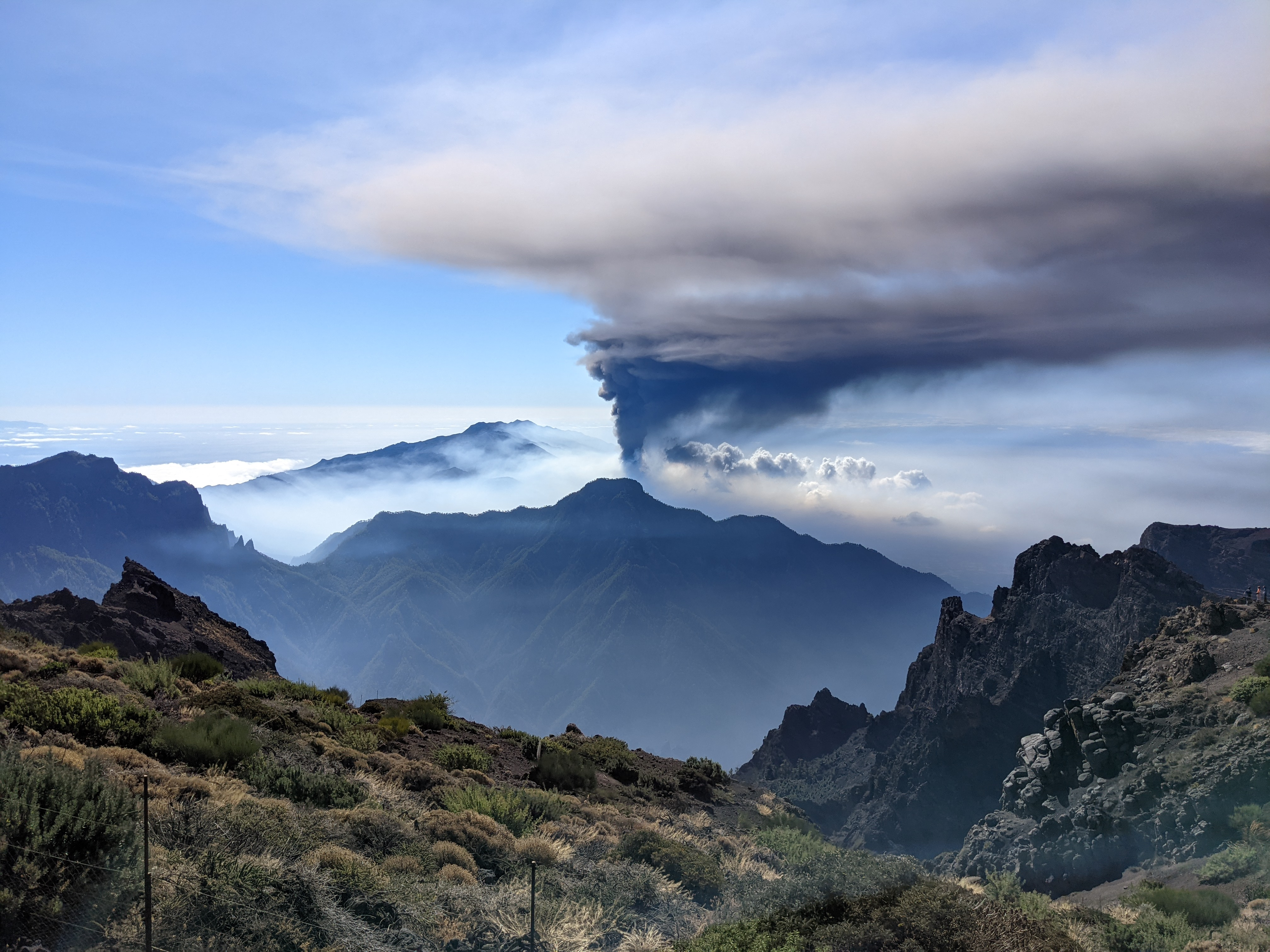
La columna de humo del volcán desde el Roque de los Muchachos el 31 de octubre.

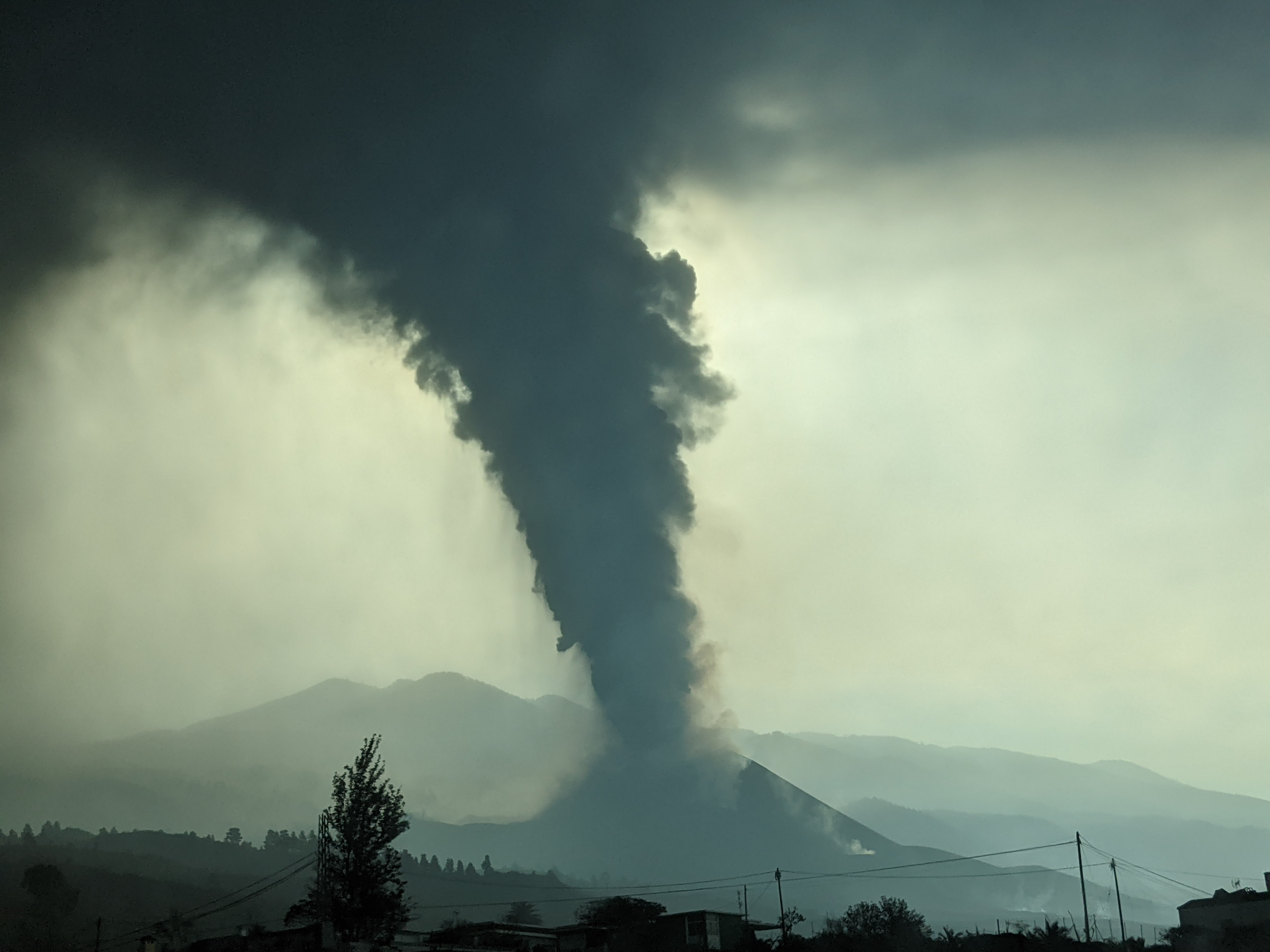
Erupción el 1 de noviembre.

#### 4 de noviembre
La disminución pronunciada del tremor desde el día anterior (miércoles 3) y la reducción paulatina del volumen de dióxido de azufre (SO2), en descenso desde el 25 de septiembre, fueron considerados como el primer signo positivo en la evolución de la erupción. A pesar de los datos la elevada sismicidad profunda (un sismo, de magnitud 5 y con intensidad de grado IV-V, se produjo a las 8:27 horas del miércoles 3, solo tres segundos después de otro temblor de magnitud 4,8 mbLg) obligaban a ser cautos en cuanto a aventurar un fin de la erupción cercano.

#### 10 de noviembre
A la 1:45 (hora local) una nueva colada alcanzó el mar, por segunda vez desde el inicio de la erupción, al sur de la fajana inicial, en la playa de los Guirres. Ese mismo día, la nueva fajana continuó extendiéndose hasta alcanzar la original, de tal manera que ambas quedaron unidas. Dos días más tarde se unió con la creada por la erupción del volcán de San Juan en 1949.

#### 12 de noviembre
Un hombre de unos setenta años del municipio de El Paso fue hallado muerto en una vivienda del barrio de Corazoncillo, en el límite entre los municipios de Los Llanos de Aridane y El Paso. Se atribuyó su muerte a una caída del tejado mientras limpiaba la ceniza volcánica. Sin embargo, dos días más tarde no se había descartado que su fallecimiento fuese por otras causas, como inhalación de gases o un infarto.

#### 17 de noviembre
El IGN comunicó un aumento en el número de terremotos localizados diariamente hasta los 210 sismos, cifra significativamente mayor a la de los días anteriores con cifras en torno a los treinta terremotos diarios. A las 7:17 (UTC) tuvo lugar un terremoto de magnitud 4,7 mbLg, el de mayor intensidad en las 24 horas anteriores a la publicación de la nota de prensa.

#### 19 de noviembre
Se produjo un nuevo terremoto de magnitud 5,1 mbLg bajo la Villa de Mazo a la 1:08 (UTC), siendo el de mayor magnitud desde el inicio de la erupción y, al igual que otros terremotos producidos durante la erupción se pudo sentir tanto en la isla como en las islas vecinas. Es el quinto terremoto que supera la magnitud 5 desde el inicio de la erupción.

#### 20 de noviembre
El comité científico del Plan de emergencias volcánicas de Canarias (Pevolca) elevó el índice de explosividad de 2 a 3, en una escala de 8, dado que se habían superado los 10 millones de metros cúbicos de material piroclástico emitido y no porque se produjesen cambios ni en el mecanismo eruptivo ni en la explosividad. Desde el inicio de la erupción se había estimado este índice como 2.

#### 22 de noviembre
La lava llegó al mar por cuarta vez, esta vez a unos 2 kilómetros al norte de la primera fajana y unos 3 kilómetros al sur del Puerto de Tazacorte, este suceso provocó el confinamiento de 3000 personas del municipio de Tazacorte, debido a la exposición a gases.

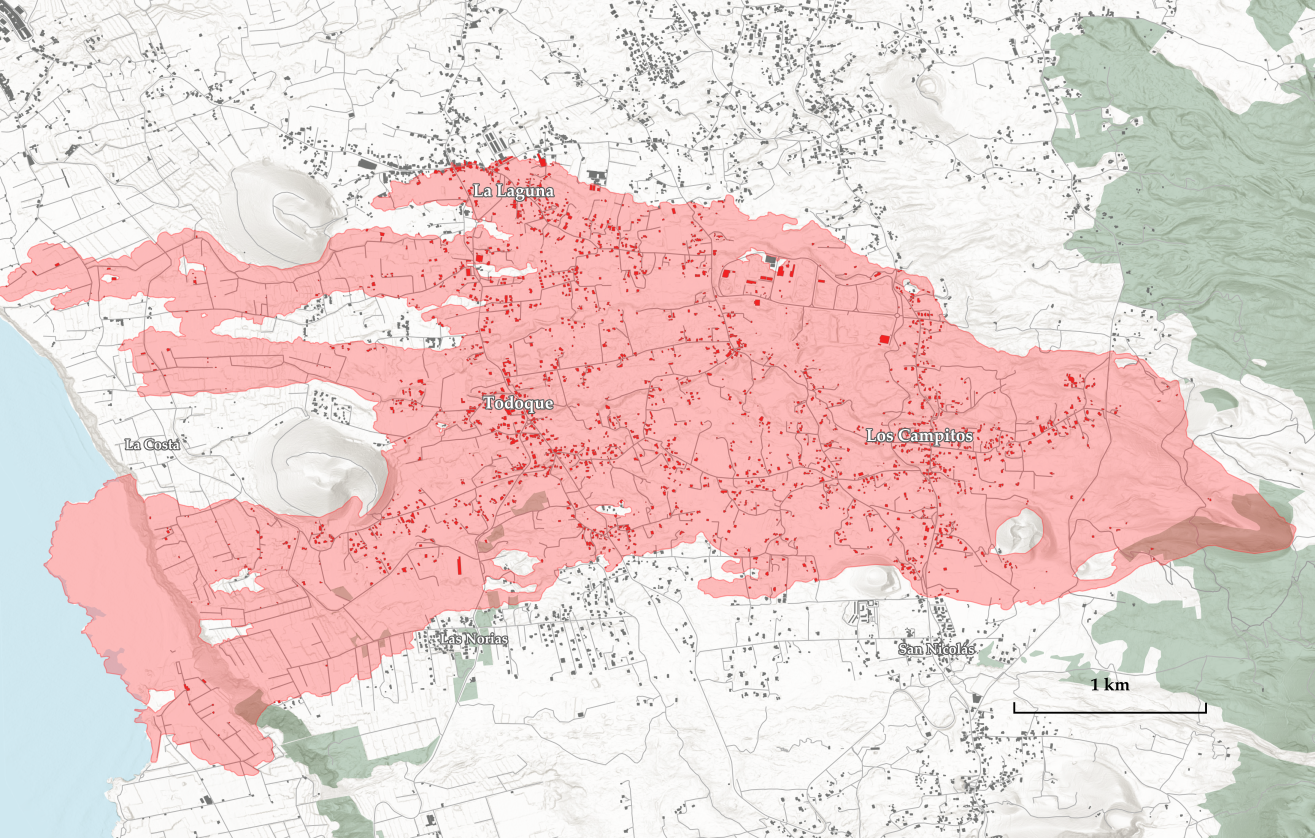
Extensión de la colada de lava con resaltado de edificios destruidos, el 23 de noviembre de 2021.

#### 25 de noviembre
Apareció una nueva boca al sur del cono principal del volcán y que originó una nueva colada con una lava mucho más fluida y menos viscosa.

#### 28 de noviembre
Sobre las 3:00 de la mañana se abrió una nueva boca que empezó a formar un nuevo cono secundario.

#### 29 y 30 de noviembre
El cono principal dejó de expulsar lava y cenizas durante casi 30 horas, sin embargo, mientras tanto el cono secundario continuaba activo. Después de este periodo de tiempo el cono principal retomó su actividad.

### Diciembre
El 12 de diciembre, la erupción volcánica se convirtió en la más larga registrada, cuando alcanzó los 85 días de actividad continua. Anteriormente, la erupción del volcán Tajuya en 1585 fue la más larga con 84 días. No se dispone de datos fiables sobre las erupciones volcánicas anteriores.
El tremor volcánico prácticamente desapareció desde la noche del 13 de diciembre; sin embargo, se registraron numerosos terremotos de pequeña magnitud y el volcán creó una gran nube de gases que obligó a confinar a 33 000 vecinos. El 17 de diciembre, tras cuatro días sin actividad, los expertos se mostraron esperanzados ante un probable final del proceso eruptivo, marcando un plazo de 7 días más para confirmarlo.
El 25 de diciembre el consejero portavoz del Gobierno de Canarias, Julio Pérez, anunció que la erupción había finalizado el día 13 de diciembre tras 85 días y 8 horas de actividad.

### Reconstrucción
De las aproximadamente 7000 personas que fueron evacuadas en un perímetro de seguridad, cerca de 1000 comenzaron a retornar el 3 de enero de 2022, aquellos casos en los que sus viviendas no habían resultado dañadas por la lava. Para ello, previamente se tuvieron que realizar mediciones que descartaran la presencia de gases tóxicos y se debían de cumplir con ciertas normas: no acceder a garajes, trasteros o sótanos, donde aún podía haber bolsas de gases, mantener bien ventilada la vivienda, estar siempre acompañados y abandonar el lugar en caso de sentir mareos o náuseas.
En junio de 2022 se creó el Comisionado Especial del Gobierno para la Reconstrucción de la Isla de la Palma con rango de Subsecretaría de Estado y dependencia directa del Ministerio de la Presidencia, Relaciones con las Cortes y Memoria Democrática, siendo el Comisionado el palmero Héctor Izquierdo encargado de la coordinación e impulso de las actuaciones adoptadas por la Administración General del Estado para la reparación de los daños ocasionados por las erupciones volcánicas y para la reconstrucción de la Isla de La Palma.

## Daños producidos
Durante la erupción del volcán se produjo el fallecimiento de un hombre.
Este había accedido a la zona de exclusión como parte de una cuadrilla autorizada por la Guardia Civil para la limpieza de ceniza de los tejados y alimentar animales.
Sin embargo, no regresó con el resto de miembros de la cuadrilla y fue encontrado al día siguiente en la vivienda de uno de sus familiares.
Inicialmente se desconocía con certeza el origen del fallecimiento, aunque el 2 de enero de 2023, 14 meses más tarde, el tribunal supremo de Canarias confirmó que la muerte se había producido por inhalación de gases.
Además se produjeron numerosos daños en infraestructuras, edificaciones, vehículos, al sector agrícola y al medio ambiente. El balance total de daños ascendió a 842,33 millones de euros.

#### Infraestructuras

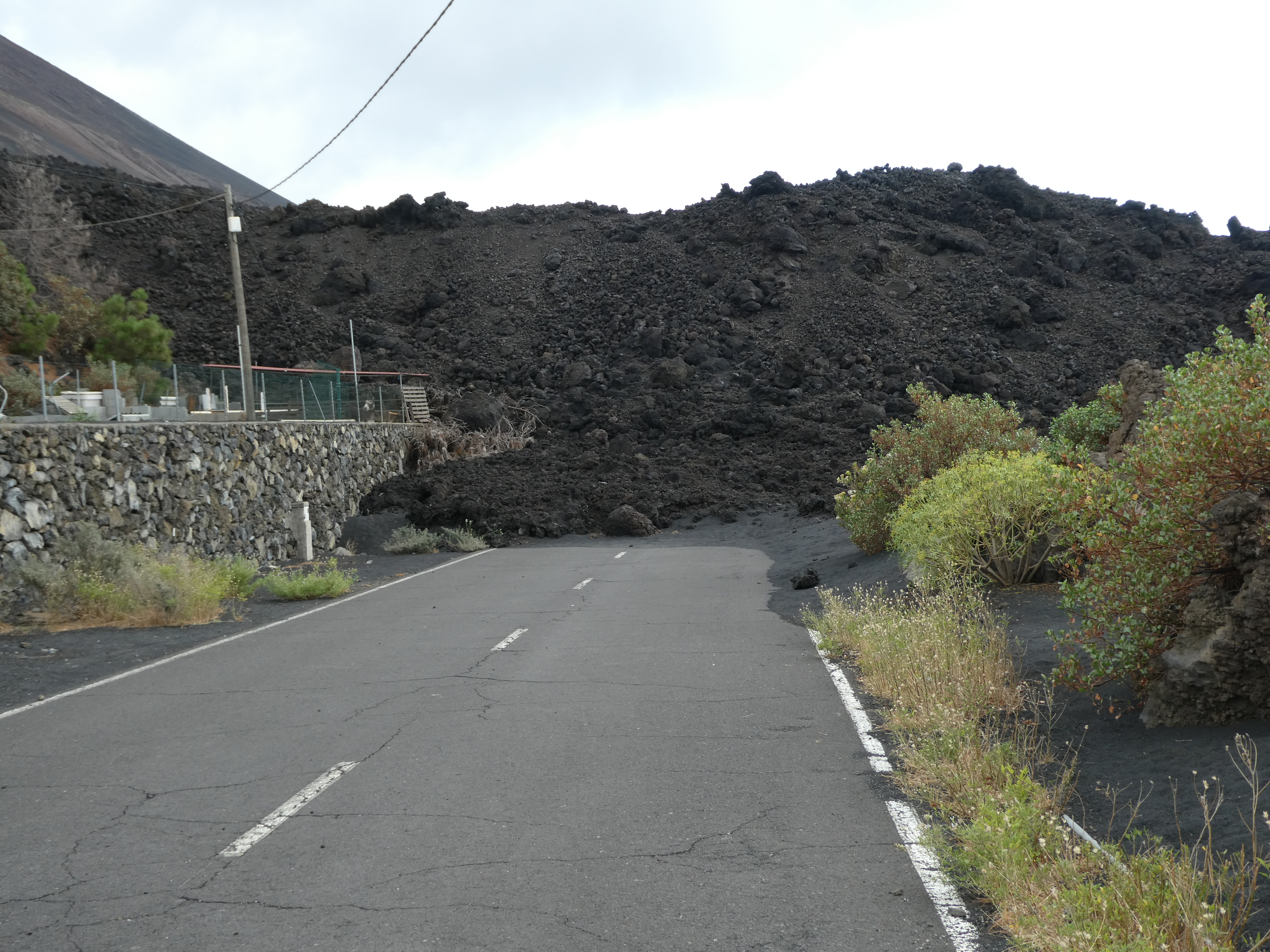
Carretera cortada por la lava en la erupción volcánica de 2021.

73,8 km de carreteras resultaron sepultadas por la lava. La pérdida económica se estimó en 228 millones de euros.
- Carretera del Sur de La Palma (LP-2) a la altura de Tajuya.
- Carretera de Tacande (LP-212) en El Paso.
- Carretera de Tazacorte por la Costa (LP-2132) en Todoque.
- Carretera de Todoque (LP-211), carretera de Puerto Naos (LP-213) y carretera de Tazacorte a La Laguna (LP-215) en Los Llanos de Aridane.

Además, también arrasó con redes de suministro hidráulico y eléctrico.
La presencia de cenizas, en diversos momentos a lo largo del periodo de duración del fenómeno, hizo que en el aeropuerto de la isla se cancelaran 500 operaciones de aterrizaje y despegue.

#### Edificaciones

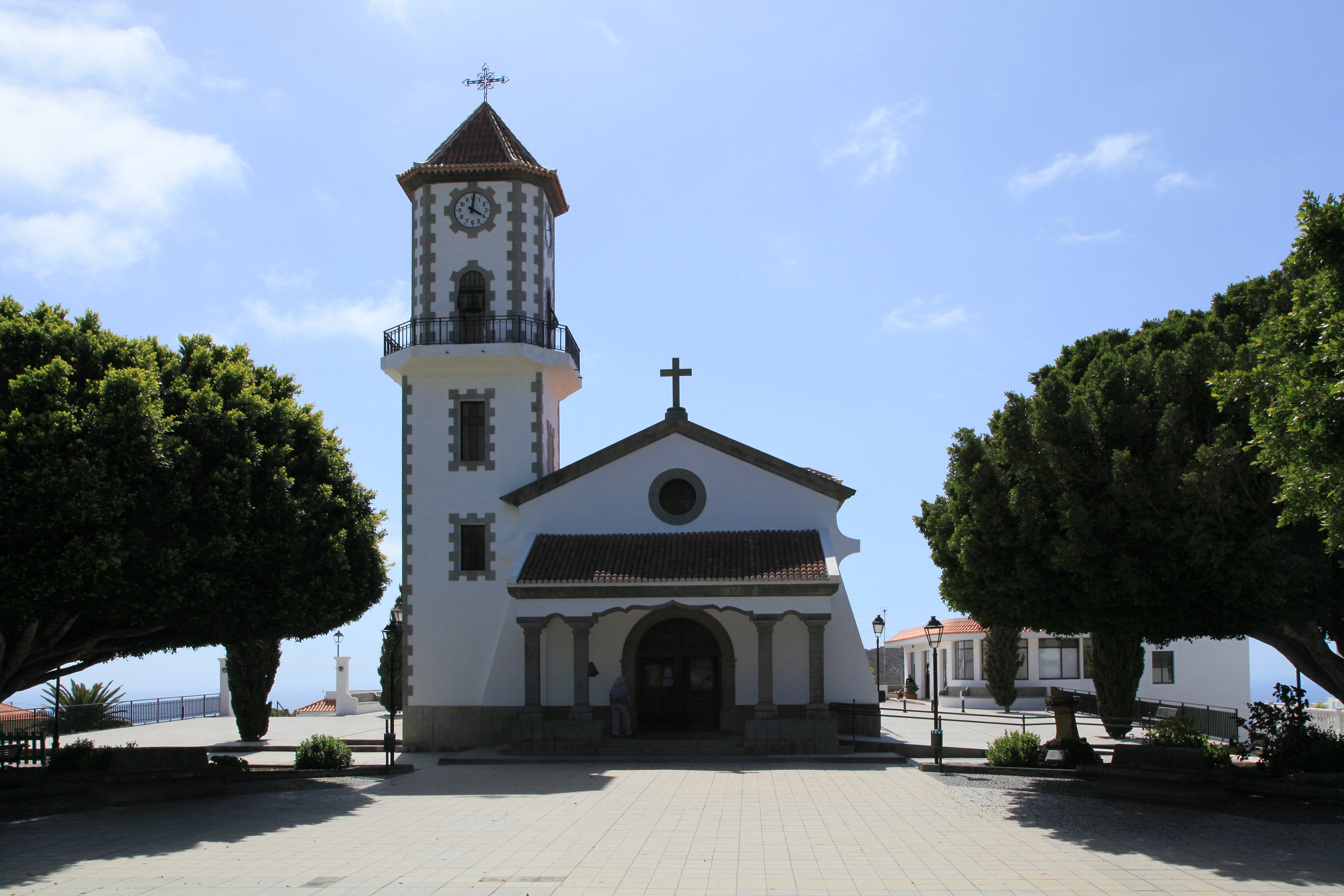
La iglesia de san Pío X, en 2015.

2988 edificaciones habían resultado destruidas y 1219 hectáreas arrasadas. El importe de estos daños se estimaron en 165 millones de euros.
- En Todoque quedaron destruidos:
  - La iglesia de San Pío X.
  - El centro de salud.
  - La sede de la asociación de vecinos.
  - El Colegio de Educación Infantil y Primaria Todoque.[94]

Las coladas también arrasaron, hasta el 21 de septiembre, con unas 200 instalaciones deportivas.
- En La Laguna:
  - El campo de fútbol de La Laguna.[65]
  - El Colegio de Educación Infantil y Primaria La Laguna.[95]
- En Las Manchas:
  - El cementerio de Las Manchas (parcialmente).[96]
  - El Colegio de Educación Infantil y Primaria Los Campitos.[97]

#### Agricultura y ganadería
Alrededor de 300 explotaciones agrícolas y ganaderas habían quedado arrasadas hasta el 21 de septiembre de 2021. Los agricultores evacuados de la zona afectada prevén unas pérdidas de 1,3 millones de kilos de fruta, arrasada por la lava o sin poder ser recogida, cada semana.
Muchos animales de compañía y ganado doméstico tuvieron que ser rescatados por las Fuerzas y Cuerpos de Seguridad, bomberos y protección civil, y llevados a refugios para animales o reubicados en otros municipios. Sin embargo, otros muchos tuvieron que ser puestos en libertad para que pudieran huir de la lava.
El balance final fue de 370 ha de cultivo arrasadas por un valor estimado de 200 millones de euros.

#### Medio ambiente
La emisión a la atmósfera de dióxido de azufre (SO2) se estima entre 6140 y 11 500 toneladas diarias. Esta masa de SO2 podría llegar incluso hasta el mar Mediterráneo a través del norte de África, según los expertos.
Asimismo, la expulsión de cenizas y polvo, hasta alturas de 6000 metros, originó una nube que se desplazaba hacia el sureste cayendo, en forma de fina arena, sobre la parte oriental de la isla y sobre otras islas como El Hierro o La Gomera y en alguna ocasión sobre Tenerife y Gran Canaria obligando a cerrar los aeropuertos de La Palma, y puntualmente El Hierro, La Gomera y Tenerife Norte, y las instalaciones del Observatorio del Roque de los Muchachos.
Con la llegada de la colada al mar el 29 de septiembre, se produjo una nube de gases tóxicos, formada fundamentalmente por ácido sulfúrico (H2SO4), ácido clorhídrico (HCl) y ácido fluorhídrico (HF). También se produjo una elevación de la temperatura del agua, al recibir la lava a más de 1000 °C.
Las coladas de lava formaron dos deltas lávicos: uno menor (5,05 ha) al norte de la montaña de Todoque, y el otro, de mucha mayor extensión (43,46 ha), al sur de la misma; este último delta se unió al formado en 1949 por la erupción del Volcán San Juan.
Hasta el 17 de noviembre, el volcán había emitido tanto SO2 como los 28 países de la UE durante 2019; además, para esta misma fecha, toda la energía liberada era la equivalente a la electricidad consumida en todo el archipiélago durante 36 años.
Durante la erupción se registraron dos episodios de lluvia ácida en la isla, siendo la primera vez que se registra este fenómeno en las Islas Canarias. Uno de ellos ocurrió en un pinar de la Montaña Quemada, y el otro varios kilómetros al sur del cono volcánico. La lluvia afectó a los pinos al secar los extremos de sus hojas.
En agosto de 2022, aún seguía la prohibición para acceder a Puerto Naos y La Bombilla debido a las "emanaciones anómalas" de dióxido de carbono. El Instituto Volcanológico de Canarias (INVOLCAN), en cooperación con el Centro Nacional de Supercomputación, el Istituto Nazionale di Geofisica e Vulcanologia (INGV) de Italia y la Universidad de Southampton del Reino Unido desarrollaron un software con el que calcular la dispersión de CO2 en el medio ambiente y su peligrosidad. Este modelo numérico muestra los valores de concentración que puede alcanzar este gas y, que en algunos momentos del día, puede ser letal. Este estudio no es aplicable al interior de los inmuebles, principalmente en plantas bajas y sótanos, donde la acumulación es mayor por la falta de ventilación. Esto es debido a emanaciones difusas de CO2, calificadas por el INVOLCAN como "claramente anómalas" que están entre 20 y 500 veces por encima a las registradas en Cumbre Vieja donde los valores medios son de entre 1 y 10 gramos diarios por metro cuadrado, y en el caso de La Bombilla se han registrado valores medios que superan los 1000 gramos diarios por metro cuadrado. Desde noviembre de 2023 se puso en marcha el Proyecto Alerta CO2 para monitorizar los datos de gases emitidos las 24 horas de cada día.

## Reacciones y medios de comunicación
Se llevaba hablando del alto riesgo de erupción volcánica en la zona del parque natural de Cumbre Vieja desde años previos a la erupción y expertos de la Universidad de Upsala afirmaban que la próxima erupción del archipiélago tendría dimensiones similares a la del Eyjafjallajökull de 2010, que afectó al tráfico aéreo de gran parte de Europa.
Los días previos a la erupción, la prensa se hizo eco del aumento de sismicidad de la isla y se reavivó una noticia falsa, alimentada por un documental de la BBC, de que una erupción volcánica en La Palma podría ocasionar un megatsunami que arrasaría toda la costa este de los Estados Unidos, la cual quedó completamente desmentida por Luis González de Vallejo, director del Área de Riesgos Geológicos del Instituto Volcanológico de Canarias (Involcan).
Igualmente, en Brasil se difundieron rumores sobre un tsunami capaz de golpear seriamente la costa del país, especialmente el Noreste. La Red Sismográfica Brasileña (RSBR) y la Sociedad Brasileña de Geología (SBG) clasificaron dicha posibilidad como «muy baja» y «muy improbable», respectivamente, siendo más probable que hubiera resacas marítimas en la costa del país. Aún en la discusión, deshaciendo la falsedad del rumor, se recordaron las consecuencias del terremoto de Lisboa de 1755, como el último tsunami que azotó Brasil.

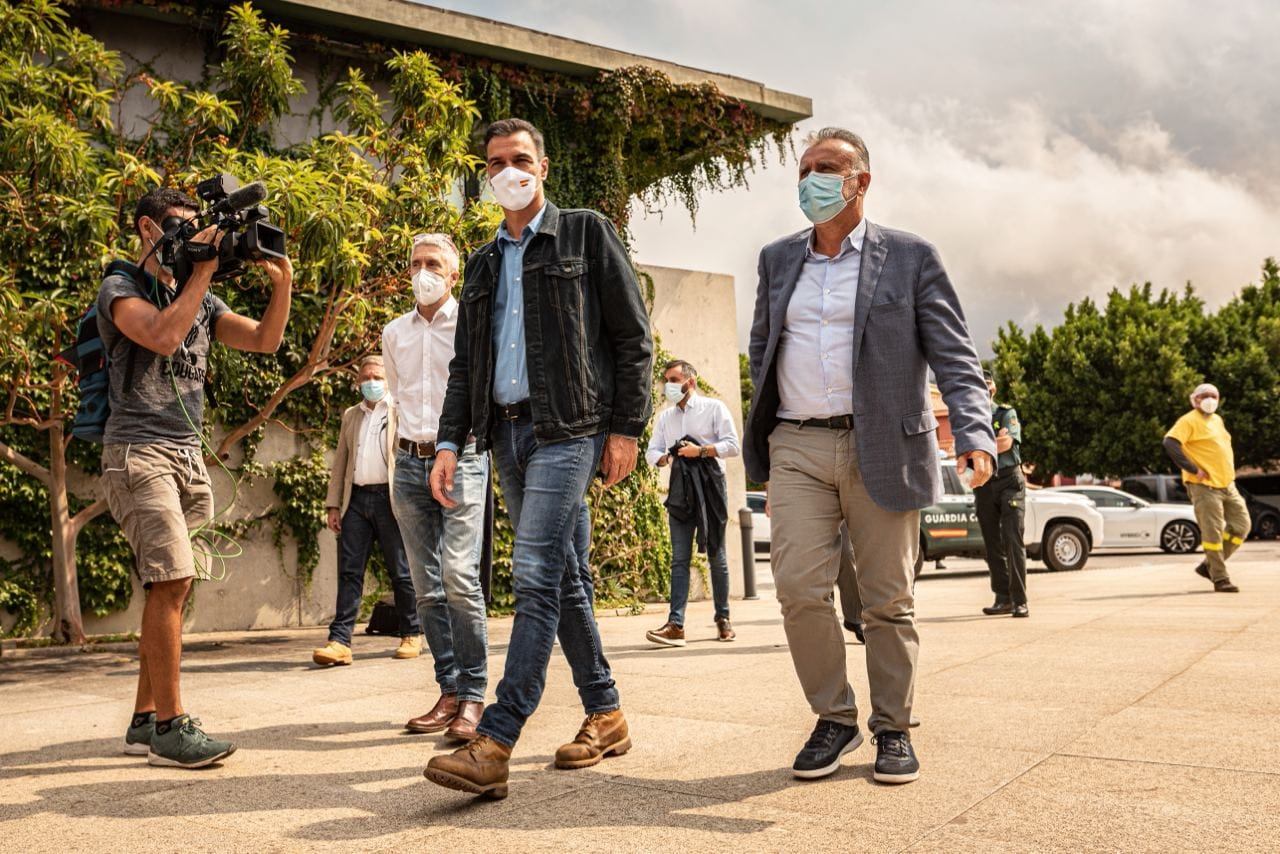
El presidente del gobierno Pedro Sánchez, junto al ministro de Interior, Fernando Grande-Marlaska, y el presidente de Canarias, Ángel Víctor Torres, en el Puesto de Mando Avanzado (PMA).

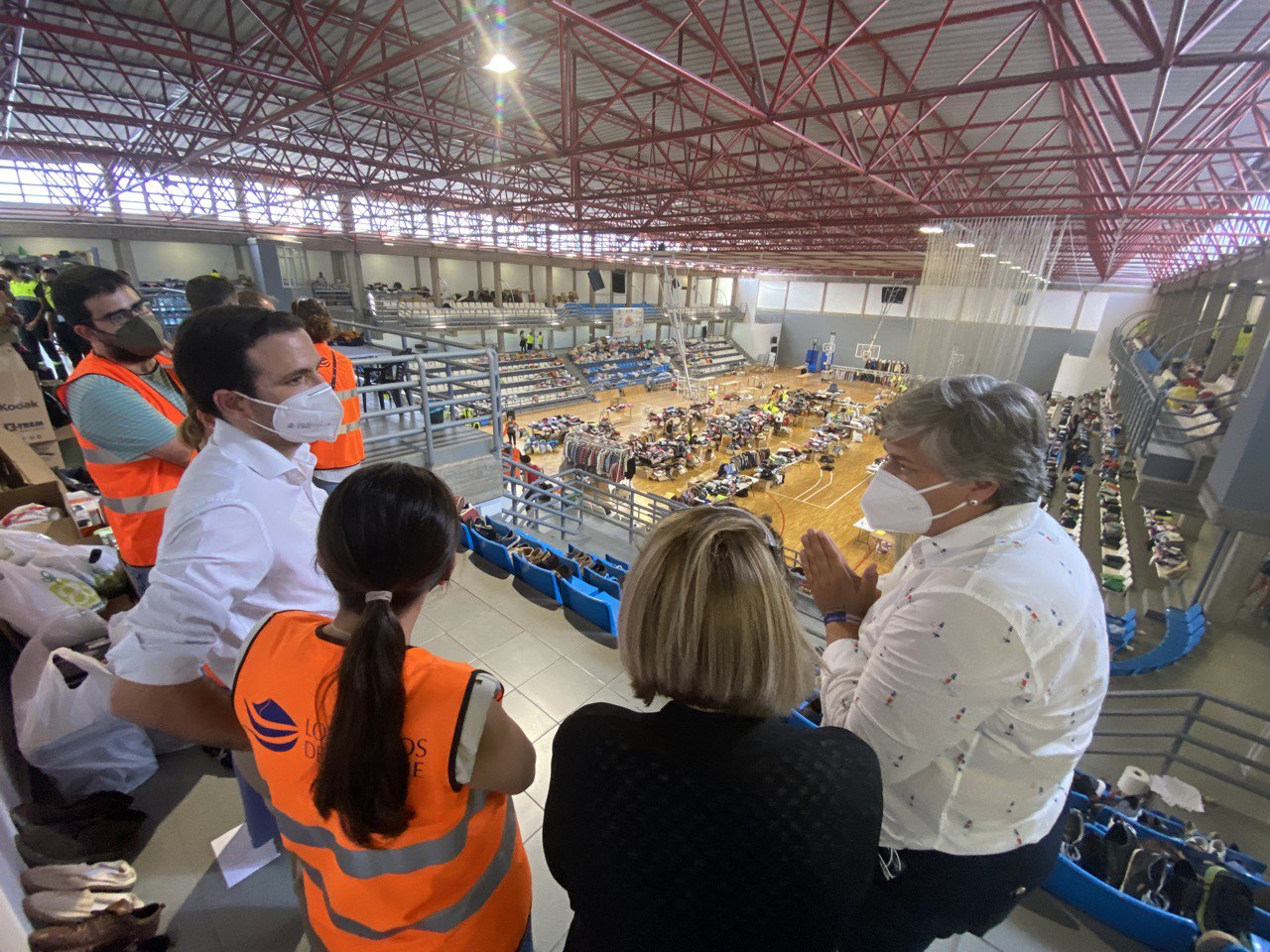
El ministro de Consumo, Alberto Garzón, durante una visita a las zonas afectadas y a los damnificados por la erupción volcánica.

El presidente del Gobierno español, Pedro Sánchez, acudió al archipiélago para conocer de primera mano la situación de La Palma, la coordinación del dispositivo y los protocolos activados, posponiendo un viaje a Nueva York para acudir a la Asamblea General de las Naciones Unidas.
El 20 de octubre, la presidenta de la Comisión Europea, Ursula von der Leyen, hizo un comunicado para anunciar que la Comisión Europea estaba dispuesta a dar "apoyo adicional, de ser necesario". El ministro de Agricultura, Pesca y Alimentación, Luis Planas, y el comisario de Medio Ambiente, Océanos y Pesca de la Unión Europea, Virginijus Sinkevičius expresaron desde una rueda de prensa en la ciudad de Vigo su apoyo a los ciudadanos afectados por el volcán y que ya se estaba trabajando en qué ayudas a nivel nacional y a nivel europeo podrían enviar a los afectados. La Unión Europea también activó el Programa Copérnico para hacer un seguimiento de la erupción.
El rey de España Felipe VI, durante el acto de apertura del año universitario, envió un mensaje de apoyo a «quienes están sufriendo la evacuación de sus hogares». El jueves 23 los reyes Felipe VI y Letizia visitaron la isla y se reunieron con algunos evacuados por el desastre.
La ministra de Industria, Comercio y Turismo, Reyes Maroto, declaró que «la erupción de La Palma es un reclamo turístico que podemos aprovechar». En relación con esto, la erupción de abril de 2021 del Fagradalsfjall en Islandia también se produjo sin víctimas y el Gobierno islandés habilitó una ruta con mirador para que los turistas pudieran presenciar la erupción y ayudó a recuperar un poco el turismo tras la caída por la pandemia de COVID-19. Cabe señalar que el valle del volcán Fagradalsfjall se encuentra deshabitado, mientras en la falda del volcán de la erupción de 2021 hay numerosas viviendas, edificios públicos y negocios que los vecinos de La Palma están perdiendo a diario debido a las coladas de lava. Posteriormente, debido a las críticas recibidas de la oposición, la ministra Maroto se retractó de sus palabras.
El papa Francisco dedicó, el domingo 26 de septiembre, durante el rezo del Ángelus, unas palabras para mostrar su «cercanía y solidaridad a los damnificados por la erupción del volcán en la isla de La Palma, en las Islas Canarias» e invitó a rezar una oración a Nuestra Señora de las Nieves, patrona de la isla.
En octubre, el presidente del Cabildo Insular de La Gomera, Casimiro Curbelo, propuso bombardear la isla para reconducir las coladas y evitar que estas siguieran destruyendo edificaciones durante una entrevista de radio. Más tarde matizó su propuesta en un vídeo publicado en su cuenta de Twitter, indicando que esta propuesta la había realizado otra persona y que él apostilló que era perfectamente posible pensar de esa manera, ya que este sistema “ya se había llevado a la práctica”. “A partir de ahí, ha corrido un riego de información tergiversada”.
Muchas personalidades canarias como Pedro Guerra, Ana Guerra, Rosana, Ariadne Artiles, Kira Miró y Toni Acosta, además de otros famosos españoles como Bibiana Fernández, mandaron apoyo a los afectados mediante redes sociales. Fernando Alonso y Ricky Rubio han lucido lemas alusivos a la catástrofe natural en gesto de solidaridad.
El periódico estadounidense The Wall Street Journal publicó un número con una imagen de la erupción como portada el 3 de diciembre. Esta fotografía, hecha por Emilio Morenatti, mostraba una casa situada en el borde de una boca del volcán. El volumen cuenta la historia de la propietaria de dicha casa, madre de dos hijos, afirmó: "Nunca jamás en mi vida pensé algo así. Nunca imaginé que el volcán del que huía estaba justo debajo de mi casa" "Tenía esperanza de poder ir a casa a quitar la ceniza. Nos decían que está en zona de exclusión, que los gases son muy peligrosos, pero yo veía a vecinos de más abajo que podían ir y pensaba que me tocaría pronto".
En abril de 2022 la NASA anunció que una foto de la erupción tomada el 4 de octubre de 2021 por el astronauta francés Thomas Pesquet mientras se hospedaba en la Estación Espacial Internacional sería la ganadora de su concurso anual "Tournament Earth". Así, por tercera vez en 10 años, una foto del archipiélago canario resultó ganadora de este concurso. Anteriormente, en 2013, la ganadora fue una fotografía de la Erupción submarina de El Hierro y, en 2014, el motivo ganador fueron las nubes que forman en las islas los vientos alisios.

## Homenajes

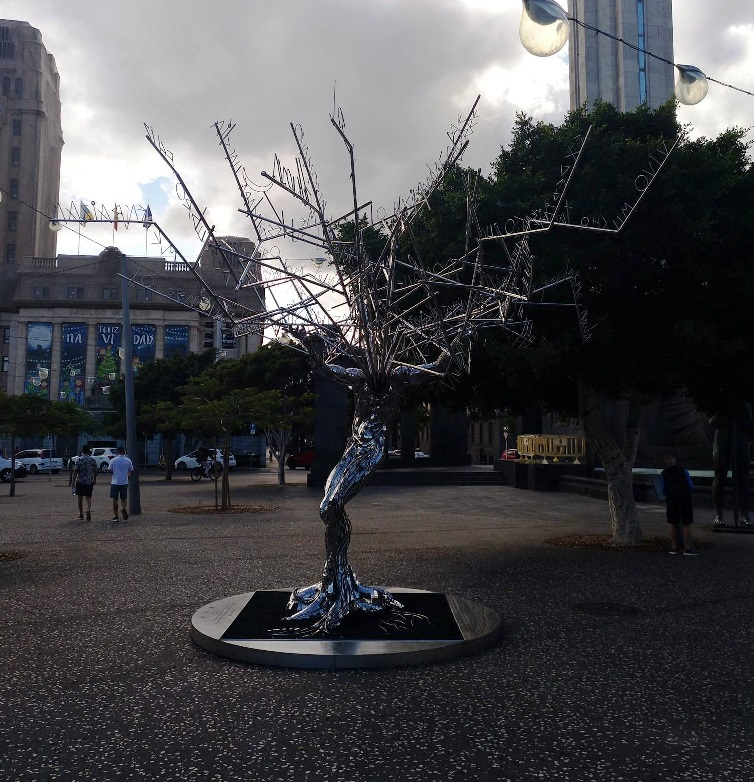
Escultura denominada "Lo llevo bien" ubicada en Santa Cruz de Tenerife. En la base de la misma hay arena procedente de la erupción volcánica de La Palma.

El 2 de diciembre de 2021, se celebró en el Teatro Monumental de Madrid el concierto solidario POR LA PALMA, con la Orquesta y Coro RTVE, dirigido por Ignacio García-Vidal y presentado por Raúl Arencibia. Contó además con la actuación de los cantantes canarios Pedro Guerra, Olga Cerpa, Luis Morera y Yumara Luis.
El 15 de diciembre de 2021 se inauguró en la plaza de España de Santa Cruz de Tenerife la escultura de acero inoxidable del artista vasco Julio Nieto llamada "Lo llevo bien". A los pies de dicho monumento hay cenizas procedentes de la erupción volcánica de La Palma. En palabras del autor ―«he llenado la base del árbol de piroclastos creciendo entre la lava y quiere ser un gesto de esperanza y aliento para los palmeros»―.
El 8 de enero de 2022, se celebró en el Palacio de Deportes de la Comunidad de Madrid el concierto solidario Más fuertes que el volcán, el cual fue organizado por Radio Televisión Española con el fin de recaudar fondos para los damnificados por la erupción volcánica de La Palma. Entre los artistas participantes destacan: Raphael, Sara Baras, Ana Guerra, Alba Reche, Coque Malla, Efecto Pasillo, Fangoria, Fuel Fandango, IZAL, Joan Manuel Serrat, Kiko Veneno, La Oreja de Van Gogh, Lori Meyers, Love of Lesbian, Luis Morera, Maikel Delacalle, Melendi, Miguel Ríos, Mikel Erentxun, Miss Caffeina, Pedro Guerra y Valeria, entre otros.
El 12 de marzo de 2022, en el Convento de San Francisco en Santa Cruz de La Palma los Reyes de España, Felipe VI y Leticia, presidieron el Acto de Homenaje a la Ejemplaridad del Pueblo de La Palma, en apoyo a los afectados por el volcán. En él también estuvo el presidente del Gobierno, Pedro Sánchez.
El 23 de mayo de 2022, en el Ilustre Colegio Oficial de Veterinarios de Santa Cruz de Tenerife, se llevó a cabo un acto de reconocimiento a los veterinarios y colaboradores en el cuidado de los animales desplazados como consecuencia de la erupción volcánica de La Palma. En éste acto estuvieron presentes la consejera de Agricultura, Ganadería y Pesca del Gobierno de Canarias, Alicia Vanoostende; la vicepresidenta cuarta del Cabildo de La Palma, Nieves María Hernández Pérez; Rector de la Universidad de Las Palmas de Gran Canaria, Lluís Serra Majem; el decano de la Facultad de Veterinaria de la misma universidad, Miguel Batista; y el presidente del Colegio Oficial de Veterinarios de Las Palmas de Gran Canaria, Alejandro Suárez.
El 29 de noviembre de 2022, la Secretaría de Estado de Derechos Sociales, concedió el Premio Estatal Extraordinario al voluntariado que intervino en la situación de emergencia creada por erupción del volcán de Tajogaite.

### Libros
El 1 de junio de 2022 se presentó en El Paso "Las otras historias del volcán", libro con testimonios, entrevistas e imágenes de la crisis volcánica en la isla de La Palma, realizado por un equipo dirigido por el fotógrafo Alfonso Escalero y producido por la productora audiovisual I Love The World.
"La isla resiliente" del fotógrafo Delmi Álvarez es un libro en formato A5 con textos y fotografías en blanco y negro realizado en cuatro viajes a la isla, donde se relata a modo de crónicas, los contactos con la población, la crisis, los problemas de gestión, y entrevistas con la fiscalía de medio ambiente de Canarias.

## Aprovechamiento de materiales expulsados
Uno de los subproductos de la erupción del Cumbre Vieja en 2021 fue la gran cantidad de ceniza volcánica expulsada, estimada en más de diez millones de metros cúbicos. Se han realizado investigaciones que han evaluado la viabilidad de esta ceniza como componente del cemento Portland, destacando su potencial como material puzolánico.
El estudio concluyó que la ceniza volcánica del Cumbre Vieja, rica en sílice (45 %) y alúmina (15 %), reacciona con la portlandita y permite la fabricación de cementos con hasta un 40 % de sustitución del clínker, cumpliendo con los estándares químicos, físicos y mecánicos requeridos. Este tipo de cemento presenta buena durabilidad intrínseca y podría contribuir a la fabricación de eco-cementos con menor huella de carbono.

## Nombre del volcán

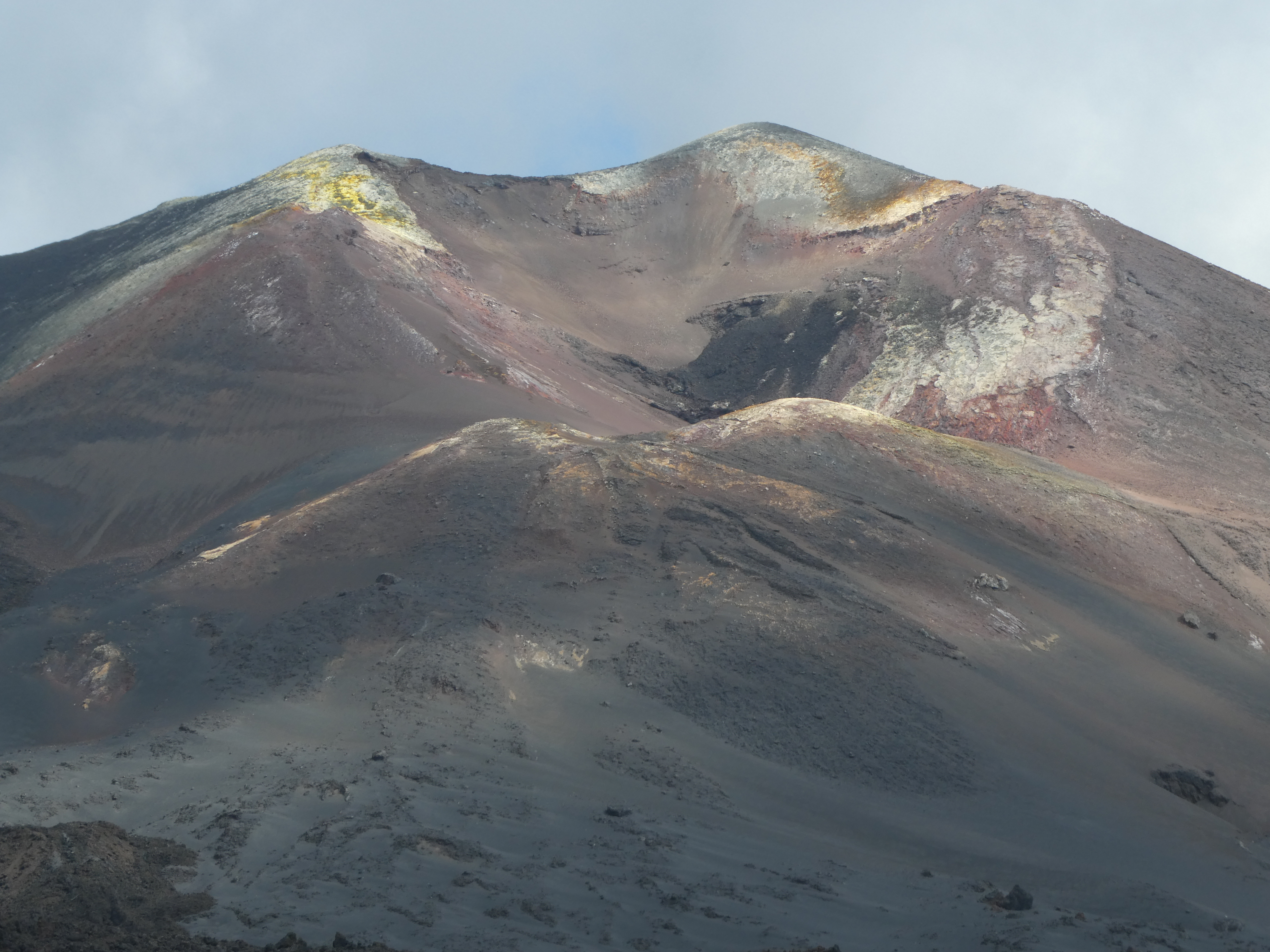
Volcán de Tajogaite en 2023, con azufre.

El origen de la erupción se produjo en una nueva boca en el accidente geográfico de la Dorsal de Cumbre Vieja, donde ya existen diferentes conos volcánicos. Aún tras la finalización de la erupción volcánica el 13 de diciembre de 2021, el nuevo respiradero todavía no tenía nombre oficialmente. Los respiraderos de los volcanes de La Palma han recibido tradicionalmente el nombre de la zona geográfica donde surgió, que normalmente procede de la topografía benahoarita, o el nombre del santo en cuya festividad comenzó la erupción. Una de las primeras propuestas de nombre para el nuevo respiradero fue Jedey, en honor a un pueblo cercano, pero esto no fue recibido con buenos ojos. En la votación realizada en 2022 por la plataforma Revivir el Valle se presentaron varios nombres, siendo los más votados Tajogaite, Cabezavaca y Cumbre Vieja. El resto de nombres presentados fueron Volcán de la Desgracia, Guayota, Hoya de Las Plantas y Aridane. Sin embargo, una propuesta más votada fue Tajogaite. Este nombre ganó apoyo más amplio por la ciudadanía, la cual en un proceso participativo no vinculante seleccionó Volcán de Tajogaite como nombre para el volcán. No obstante, tanto los registros históricos de La Palma como la Universidad de Las Palmas de Gran Canaria sitúan Tajogaite en otra zona del epicentro de la erupción, concretamente al sur de Los Romanciaderos y cercana a la Montaña Rajada.
El Parlamento de Canarias, en sesión del Pleno de fecha 20 de diciembre de 2022, aprobó el dictamen de la Comisión de estudio sobre los efectos de la crisis vulcanológica y reconstrucción en la isla de La Palma, en esta sesión así como en el documento publicado mencionaban al volcán de la erupción acontecida en septiembre de 2021 como Volcán de Tajogaite.
El 9 de febrero de 2023 el pleno del Cabildo de La Palma aprobó por unanimidad la propuesta realizada desde la Presidencia de la corporación de denominar de manera oficial Volcán de Tajogaite al volcán surgido en la Dorsal de Cumbre Vieja en 2021.

### Otras erupciones volcánicas en las Islas Canarias
- Erupción de Trevejos, Tenerife (1706)
- Erupción de Timanfaya, Lanzarote (1730)
- Erupción del volcán S. Juan, La Palma (1949)
- Erupción del Teneguía, La Palma (1971)
- Erupción submarina al sur de El Hierro (2011)